# قارضينات فجرية
القارضينات الفجرية (الاسم العلمي:†Eomyoidea) هي فوق فصيلة منقرضة من القوارض تتبع رتيبة قندسيات الشكل.

## التصنيف
- القارضات الفجرية
  - القارضاوات الفجرية
    - القارضاوية الفجرية
      - القارضة الفجرية